# تروا ریویر

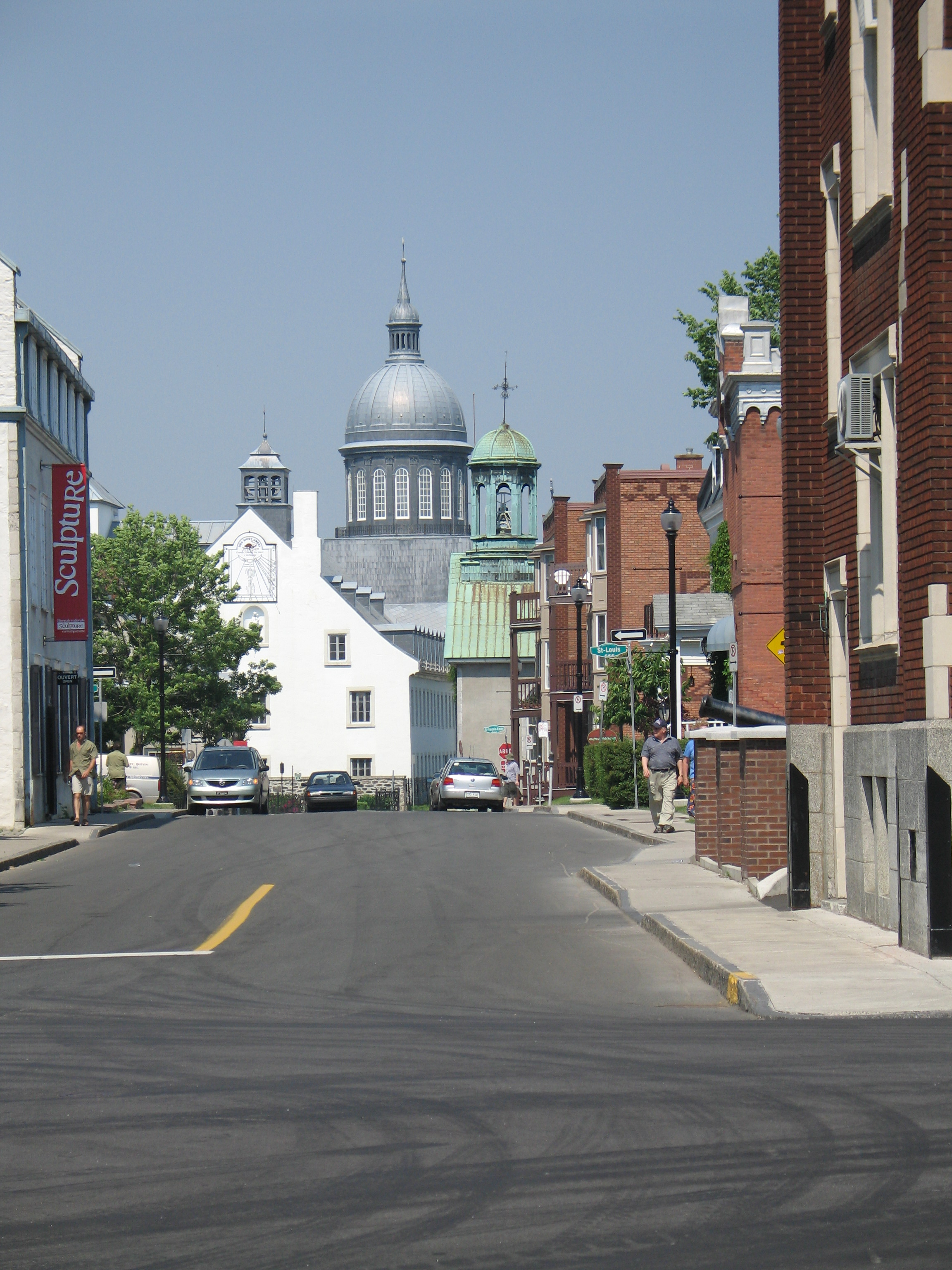
نمونه‌ای از بافت کهن شهر

تروا ریویر (به فرانسوی: Trois-Rivières) نام شهری‌است در منطقهٔ موریسی کبک در کشور کانادا. تروا ریویر در جای برخورد دو رود سن موریس و سن لورنس برپاگشته‌است.
تاریخ ساخت تروا ریویر به ۱۶۳۴ بازمی‌گردد و دومین شهر همچنان پابرجای فرانسه نو است. شهر نوین تروا ریویر البته در ۲۰۰۲ و با یکی شدن شش شهرک پدید آمد.
جمعیت شهر برپایهٔ سرشماری سال ۲۰۰۶ میلادی ۱۲۹٬۱۰۰ تن است.

## شهرهای خواهر
- تور فرانسه

## دانشگاه
دانشگاه کبک در تروا ریویر در شهر تروا ریویر است.